# 新桥镇 (牟定县)
新桥镇，是中华人民共和国云南省楚雄彝族自治州牟定县下辖的一个乡镇级行政单位。

## 行政区划
新桥镇下辖以下地区：
马厂村、官河村、有家村、长冲村、冷水村、羊肝石村、大村、云龙村、兴隆村、顶头村、桃苴村、小蒙恩村、大蒙恩村、杜家庄村和新桥村。